# Memorial ACTe Museum

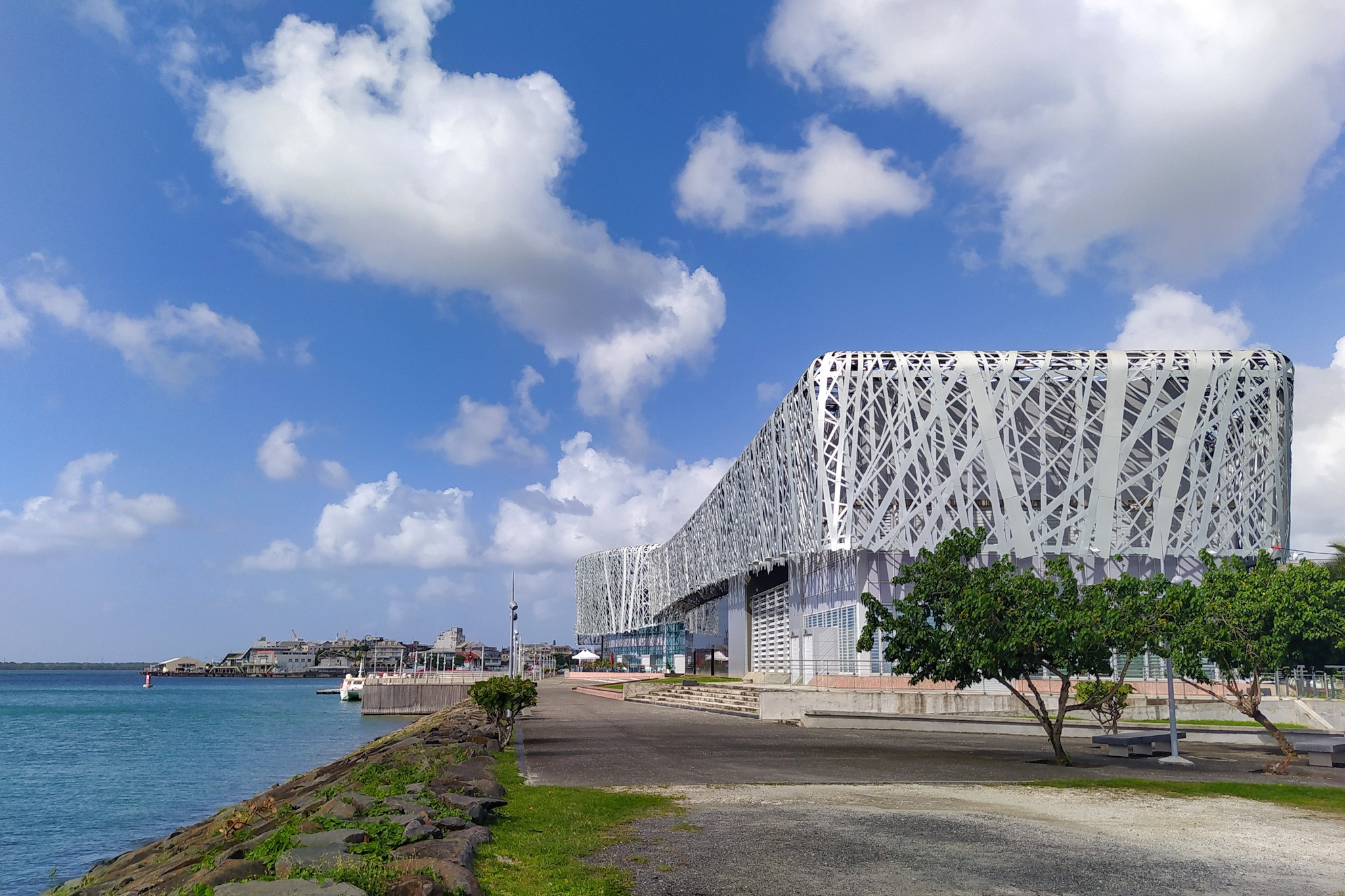

Das Mémorial ACTe Museum ist ein Museum der Geschichte der Sklaverei. 
Es wurde 2015 mit Geldern der EU, vom Kultursenat Guadeloupes und von Pointe-à-Pitre, der Hauptstadt von Guadeloupe, errichtet und ist Teil des UNESCO-Projekts „Sklavenroute“.
Guadeloupe wurde 1635 eine Kolonie Frankreichs, gehörte (mit Unterbrechungen) zu Frankreich und zählt heute zu den Französischen Überseegebieten. 
Die Franzosen ließen Menschen von Afrika in ihre karibischen Besitzungen verschleppen, wo sie auf den Kaffee- und Zuckerrohrplantagen arbeiten mussten. 
Am 10. Mai 2015, dem internationalen Gedenktag an die Opfer der Sklaverei, weihte der damalige französische Staatspräsident François Hollande das Museum ein. 
Es kostete 83 Millionen Euro.